# Silvia Oliete
Silvia Oliete (Barcelona, 1971) es empresaria y comunicadora española. Especialista en estética como facialista, es fundadora del Instituto de belleza Blauceldona,  divulgadora y creadora de productos y tratamientos con su propia marca. Ha obtenido diversos premios del sector. Su vida se ha visto reflejada en el libro “Destino Belleza” de Judith Martínez.

## Carrera profesional
Inquieta y poco estudiosa, descubrió el mundo de la estética por recomendación de Madame Brossard. Se formó como Técnico Especialista en Estética en la Academia Jean d'Estrées (1992), y comenzó su trabajo profesional en Yves Rocher.
Con 23 años abrió su primer centro que denominó Blauceldona. En 2015, y tras su remodelación y rediseño, recibió el premio Hit Salón de Vida Estética al mejor establecimiento de España en la principal feria del sector, Cosmo (Fira Barcelona).
Tras su experiencia de años en tratamientos faciales, en  2015 créo el masaje de remonte, un masaje de autor realizado con las manos y sin aparatología. Ello le llevó a la especialización exclusiva en tratamientos faciales y corporales, y a la inauguración de un segundo centro en 2018 con un espacio de divulgación y la celebración de charlas sobre nutrición, deporte, psicología, arte, moda, y belleza con el sector del lujo de la ciudad. En 2020 abrió otro espacio en el Hotel Mandarin. La pandemia supuso su irrupción en las redes sociales. En Instagram y Tiktok emite videos con trucos sobre el cuidado de la cara y el cuerpo que se hacen virales.
En 2021 se lanzó  al sector de los productos de belleza a partir del ácido hialurónico, creando su propia marca, SO.  En 2023 obtuvo el premio Vida Estética en la categoría de cosmética de autor con su producto I’m the cleanser de su línea SO.  
El libro Destino Belleza, de Judith Martínez (2023, Zanilo Editorial) narra su vida como emprendedora y esteticista.